# Los Chichos
Los Chichos és un grup musical espanyol integrat, en els seus començaments, per Juan Antonio Jiménez Muñoz artísticament el Jero o Jeros, principal component, compositor i vocalista del trio, i els germans Julio i Emilio Gonzalez Gabarre. Després que l'artista decidís continuar la seva carrera en solitari el 1990, el grup es va reestructurar i actualment el formen els germans González Gabarre i Emilio González García  Júnior, que és el fill d'un d'ells.
La seva carrera musical va començar en 1973 i continuen en l'actualitat. En aquests anys han editat 22 discos d'estudi, incloent-hi diversos recopilatoris, i venut més de 22 milions de còpies. EEn el 2014 commemoraven el 40è aniversari de la seva carrera musical amb una gira titulada  Los Chichos desde 1973, Gira de despedida.  En tots aquests anys han obtingut 12 cassets de platí, 15 discos d'or i 13 discos de platí, incloent-hi el seu últim disc per descàrregues digitals, Hasta aquí hemos llegado (2008).
Los Chichos han estat un grup de molta referència musical per a diversos artistes com Antonio Orozco, Sergio Dalma, Estopa, Ketama, La Barbería del Sur, Camela o el Arrebato, reconeixent que les seves carreres s'han vist abocada gràcies a la influència que Los Chichos han exercit sobre ells.

## Història

### Els començaments
El sobrenom del trio procedeix d'un malnom d'un familiar d'Emilio que li deien chicho, a Emilio li va agradar i va adoptar el sobrenom dels Chichos en unir-se amb Julio i Jero quedant format artísticament al maig de 1973 per al seu primer senzill.
Emilio i Julio, procedeixen de Madrid, d'una família nombrosa, (9 germanes i 2 germans), que van haver de deixar la capital per a buscar treball als camps de La Manxa. Després Emilio es va emancipar de l'ambient familiar i va marxar a Salamanca amb uns amics guitarristes que el van portar d'acompanyant una temporada, els germans Farina. En poc temps va començar a guanyar diners i manava girs a la seva família de 500 pessetes. El seu pare dubtava de la seva procedència i va marxar a buscar al seu fill per si aquest delinquia. De retorn a Madrid va continuar amb el seu germà Julio tocant la guitarra per les fondes. En una actuació coneix a Eduardo Guervós, mánager en l'actualitat de diversos artistes dels 70/80, que regentava un local de copes propietat de Ángel Nieto, la «Discoteca Lover Club», situat al barri de Vallecas.
Al poc temps Eduardo els proposa ser el seu representant artístic i junts van començar a sondejar el mercat recorrent les províncies de tota Espanya a la recerca de gales i/o bolos, fins que els surt un a Vigo anomenada «Sala Nuevo Electra». L'amo del local sobrenomenat Xuxo, li comunica al representant que necessitava incorporar a un altre membre perquè donés la sensació de no quedar tan buit l'escenari, atès que la discoteca albergava una àmplia capacitat d'espectadors. Juliol es recorda de Jero i li proposa que es vagi amb ells per una nit.
De camí a Vigo, Jero els diu que té diverses cançons escrites per ell, per si volien escoltar-les. A partir d'aquest moment s'acorda que siguin aquestes les que cantin a la Sala. La interpretació de la nit agrada molt al públic i especialment a l'amo del local que es queda molt satisfet per la nova adquisició i els contracta per a més esdeveniments. Julio González li paga al seu company el seu primer guany, mil duros (cinc mil pessetes de l'època -trenta euros-).
De retorn a Madrid, continuen amb les actuacions, i en una d'elles presenten al guitarrista Antonio Sánchez, pare del també guitarrista Paco de Lucía, acompanyat de Pedro Cordero, antic company i amic dels germans que havien coincidit temps enrere amb Los Chichos. Després de la presentació, Antonio els proposa gravar una maqueta a la seva casa discogràfica Fonogram, afegint que ell coneixia i era amic del president, Mariano de Zúñiga.
Uns dies després, el trio arriba als estudis i canten el tema Quiero ser libre, principal èxit del disc de Los Chichos escrita per Jero des d'una cel·la on va complir condemna uns dies a Madrid a l'edat de 19 anys.

### Ni más ni menos, el primer àlbum
El primer senzill de Los Chichos surt el maig de 1973 titulat Quiero ser libre, esgotant-se en poques setmanes les primeres còpies. Amb el seu segon i tercer senzill  Ni más ni menos i La historia de Juan Castillo,  se'ls dona a conèixer més per un ampli sector de paios i gitanos que se sentien identificats pel realisme i la trama de les seves lletres.
Uns mesos després, en l'hivern de 1974, surt el nou disc de Els Chichos compost per dotze cançons escrites per Juan Antonio Jiménez incloent els 6 temes del senzill. Els arranjaments musicals són a càrrec del mestre José Torregrosa,  qui va ser present en la majoria dels discos del trio i en nombroses sèries infantils de TV dels 70/80. La producció era a càrrec de Ricardo Miralles. Antonio Humanes també intervindria posteriorment en temes importants del grup com a  Mala ruina tengas, o Quiero volver de nuevo, entre d'altres.
Els tres primers discos del grup,, Ni más ni menos (1974), Esto si que tiene guasa (1975) i No sé por qué (1976), són composicions del Jero, que marcarien una època. A partir del següent any amb l'àlbum  Son ilusiones (1977), és quan s'acorda repartir-se els drets d'autor, tres temes per a cadascun dels germans i quatre per al Jero. Amb la nova entrada dels 80, el grup està en ple apogeu musical de les seves carreres i els atorguen diversos reconeixements per la seva labor dins del món de la música entre ells, el «Club Espanyol d'Emigrants» en Ginebra premien als personatges de l'espectacle que van destacar l'any 1980. Eduardo Guervós mánager del trio, és qui organitza l'acte al costat de diversos artistes assistents entre ells María Jiménez i el seu marit Pepe Sancho. En 1982 la seva casa discogràfica els fa un reconeixement artístic per tots els èxits derivats de la venda de vuit milions de còpies venudes dels seus àlbums, senzills i cassets.
En 1985, la carrera artística del trio es veu reforçada per la participació al cinema amb la banda sonora de la pel·lícula Yo, el Vaquilla, de José Antonio de la Loma, director, guionista i productor de cinema, ambientada en la vida real de Juan José Moreno Cuenca, conegut com El Vaquilla, la promoció i els compromisos del qual els ocupen en 1986. Després editen nous discos, Porque nos queremos (1987), Ojos negros (1988)  i Esto es lo que hay (1989), sent aquest l’últim que Jero grava amb el grup per a iniciar la seva carrera en solitari en 1990. Emilio González García Júnior, fill d'Emilio i nebot de Juliol, li substitueix i continua en l'actualitat

### Els cors de Los Chichos
Les germanes Nieves, Mari i Isabel González (aquesta última ja morta) y Araceli Borja, vídua del Jero, eren els cors femenins del trio que els van acompanyar des dels inicis del seu primer disc en 1974, sent alhora pioneres a formar part d'un grup rumber com a coristes. Encara que elles van estar durant tota la carrera musical a l'ombra de Los Chichos, la veritat que van tenir molta fama amb el grup i mai van gravar un disc com a conjunt musical. També han influït al fet que grups i solistes introduïssin veus femenines com a part de la banda, així i tot s'han mantingut en l'anonimat durant tota les seves vides. En 1975 les germanes no fan cors per estar de dol, en el seu lloc ho fan Morena y Clara (cosines germanes del Jero) al tema No llores más. Abans van intervenir al primer èxito Ni más, ni menos. En l'actualitat els cors el formen les germanes Nieves i Milagros González Gabarre, Anabel i Cristina.

### Nova etapa
Amb la marxa del Jeros,
el grup es ressent i editen menys discos de menor ressonància musical. És llavors quan la discogràfica comença a editar diverses recopilacions entre ells un disc com a celebració del 25è aniversari de la posada en escena del grup, venent milers de còpies i així atorgant-los novament disc d'or i platí. Després vindria altres títols; «Todo Chichos: De la Rumba somos los dueños» (2004) «Los Chichos: Canalleo, rumba y jaleo» (2006) «Todo Chichos: Edición Oro» (2009). Aquest mateix any surt un Integral de tots els seus cedés àudio, incloent-hi el Homenaje a Jeros de (2001).
Amb l'entrada del nou mil·lenni Los Chichos tornen a editar discos sent finalment en 2008 l'últim titulat  Hasta aquí hemos llegado don intervenen a duos amb diversos artistes. En l'actualitat celebren el seu 40è aniversari en els escenaris amb un tour per tota Espanya compartint cartell amb altres artistes entre ells, la Húngara, Los Chunguitos, Andy y Lucas o Los Calis.
Acada concert o recital de Los Chichos, abans de sortir a cantar, Emilio González demana un fort aplaudiment per al seu company mort El Jeros, tenint-lo present en la memòria a mode d'homenatge pòstum.

### 40+1 Aniversario (1973-2014)
Universal Music, (Discográfica), treu un nou disc doble en commemoració del quaranta aniversari titulat 40+1 Aniversario dels Chichos que conté els seus millors 41 èxits remasteritzats i un DVD del concert de la Sala Jácara titulat , ...Y esto es lo que hay, gravat el 20 d'abril de 1989 + un llibret de 20 pàgines amb imatges inèdites d'arxius de la Universal Music.

### Comiat de Los Chichos 2015
El dissabte 1 de novembre de 2014, Els Chichos anunciaven que es retiraven després de més de quaranta anys en els escenaris i van triar el programa ¡Qué tiempo tan feliz!, de telecinco,  envoltats de familiars
que actuaven per última vegada al costat del trio rumber, per a rendir-los un homenatge a tants anys de carrera artística. L'adeu dels escenaris i la música definitivament es va produir en la gira 2015, que va incloure, per 2a vegada, la visita al festival juvenil d'Art-Natiu ViñaRock, a Villarrobledo (l'única visita anterior a aquest esdeveniment va ser el 2009). El 2024 els fou atorgat un dels Premis Ondas 2024 a la trajectòria.

## Membres

### 1973 - 1990
- Juan Antonio Jiménez Muñoz (Jeros)
- Emilio González Gabarre
- Julio González Gabarre

### 1990 - 2015
- Emilio González Gabarre
- Julio González Gabarre
- Emilio González García
- Des de 2016 només fan actuacions esporàdiques (no fan gires i ni gravacions de nous discos).

## Discografia

### (1973-1989) Amb Jeros
- Ni más, ni menos (1974)
- Esto sí que tiene guasa (1975)
- No sé por qué (1976)
- Son ilusiones (1977)
- Hoy igual que ayer (1978)
- Amor y ruleta (1979)
- Amor de compra y venta (1980)
- Bailarás con alegría (1981)
- Para que tú lo bailes (1981)
- Ni tú, ni yo (1982)
- Déjame solo (1983)
- Adelante (1984)
- Yo, El Vaquilla (1985)
- Porque nos queremos (1987)
- Ojos negros (1988)
- Esto es lo que hay (1989)

### (1991-2008) Sense Jeros
- Sangre gitana (1991)
- ¡Amigo, no pasa ná! (1995)
- Gitano (1997)
- Ladrón de amores (2001)
- Cabibi (2002)
- Hasta aquí hemos llegado (2008)

### Recopilatoris
- Sus 22 mejores canciones (1995)
- Ni más, ni menos (1999)
- Todo Chichos: De la Rumba somos los dueños (2004)

sus 16 mejores canciones 
- Los Chichos: Canalleo, rumba y jaleo (2006)
- Todo Chichos: Edición Oro (2009)
- Los Chichos: (1973-2014) 40+1 Aniversario (2014)